# Goma

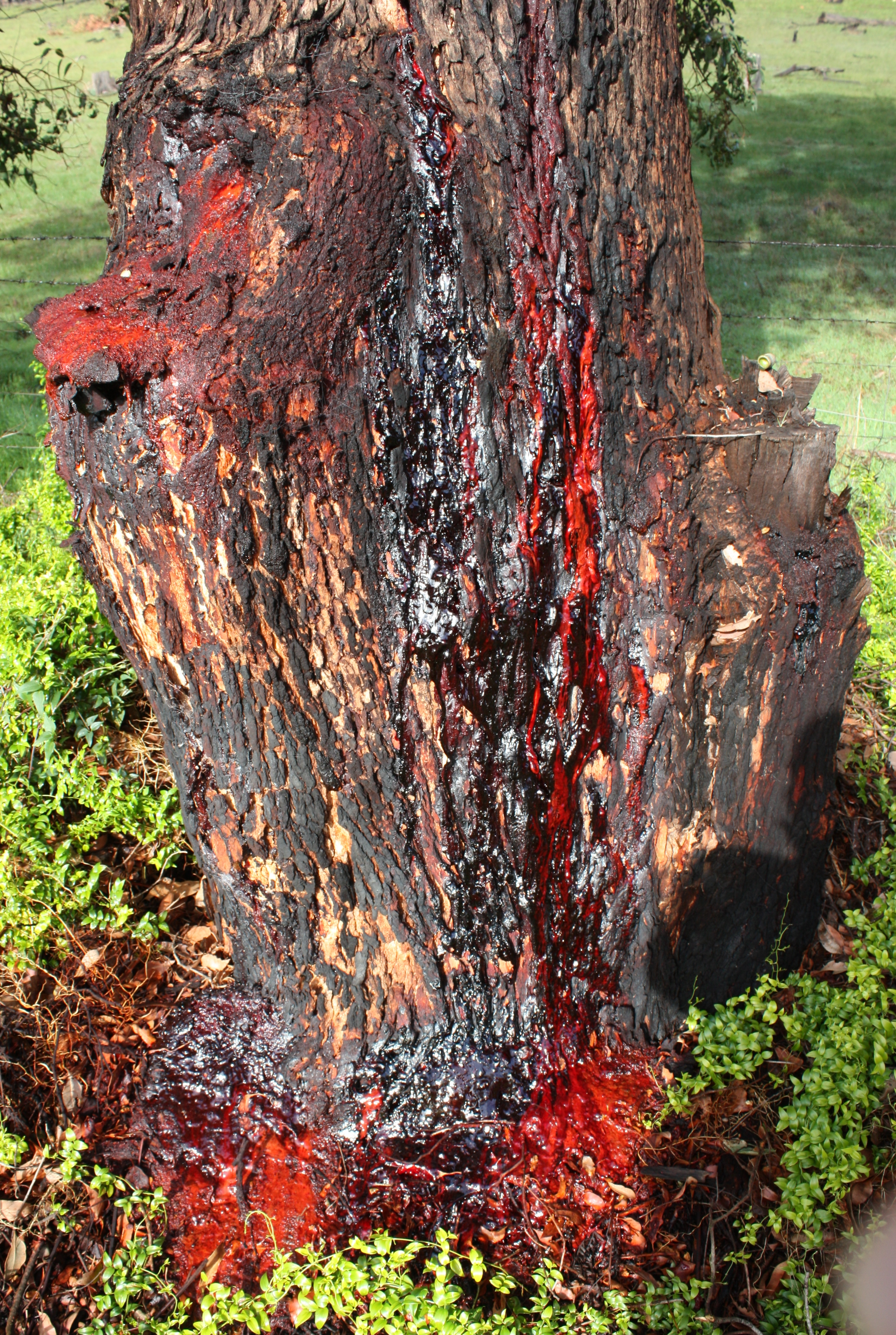
Goma kino fluye de una herida en el tronco de un Corymbia calophylla (Marri).

La goma es una sustancia resinosa que se pega muy rápidamente, con un alto peso molecular; estructuralmente muy compleja, siempre con carácter ácido. Es sólida, aunque su consistencia varía según su procedencia y las condiciones a las que se somete, y tiene la peculiaridad de ser genuinamente elástica. Es un buen aislante eléctrico.